# Wespentaille (biologie)

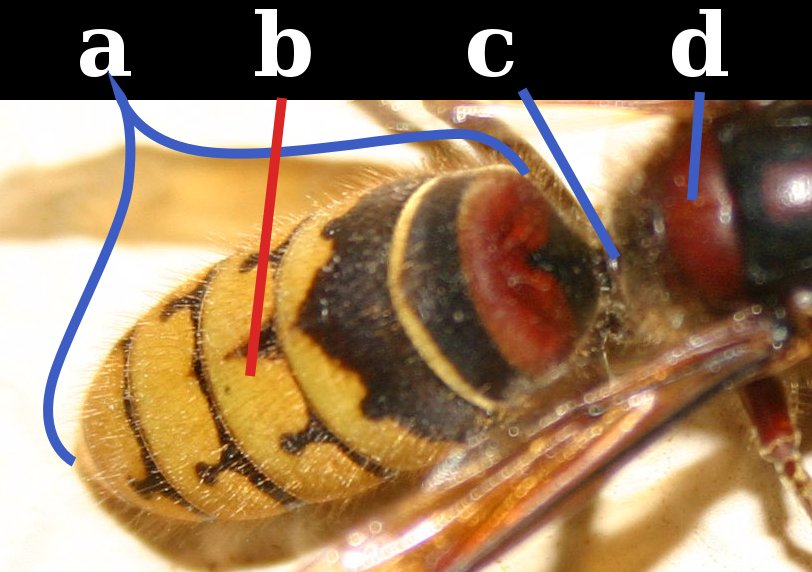
Middenlijf (d) en achterlijf (a) zijn verbonden door de petiolus (c)

Een wespentaille of petiolus is de kenmerkende insnoering in het lichaam van veel vliesvleugeligen (Hymenoptera): de wespen, mieren, bijen en hommels (Apocrita).
Bij de meeste andere insecten zijn het achterlijf en het borststuk tegen elkaar gelegen of gefuseerd, zoals bij de wantsen. Sommige insecten die wespen imiteren (mimicry) hebben vlekjes op de voorzijde van het achterlijf die een wespentaille nabootsen, een voorbeeld is de hoornaarvlinder.
Ook bij de spinachtigen is soms een sterke lichaamsafsnoering aanwezig, maar wordt bij deze groep de pedicel genoemd. 

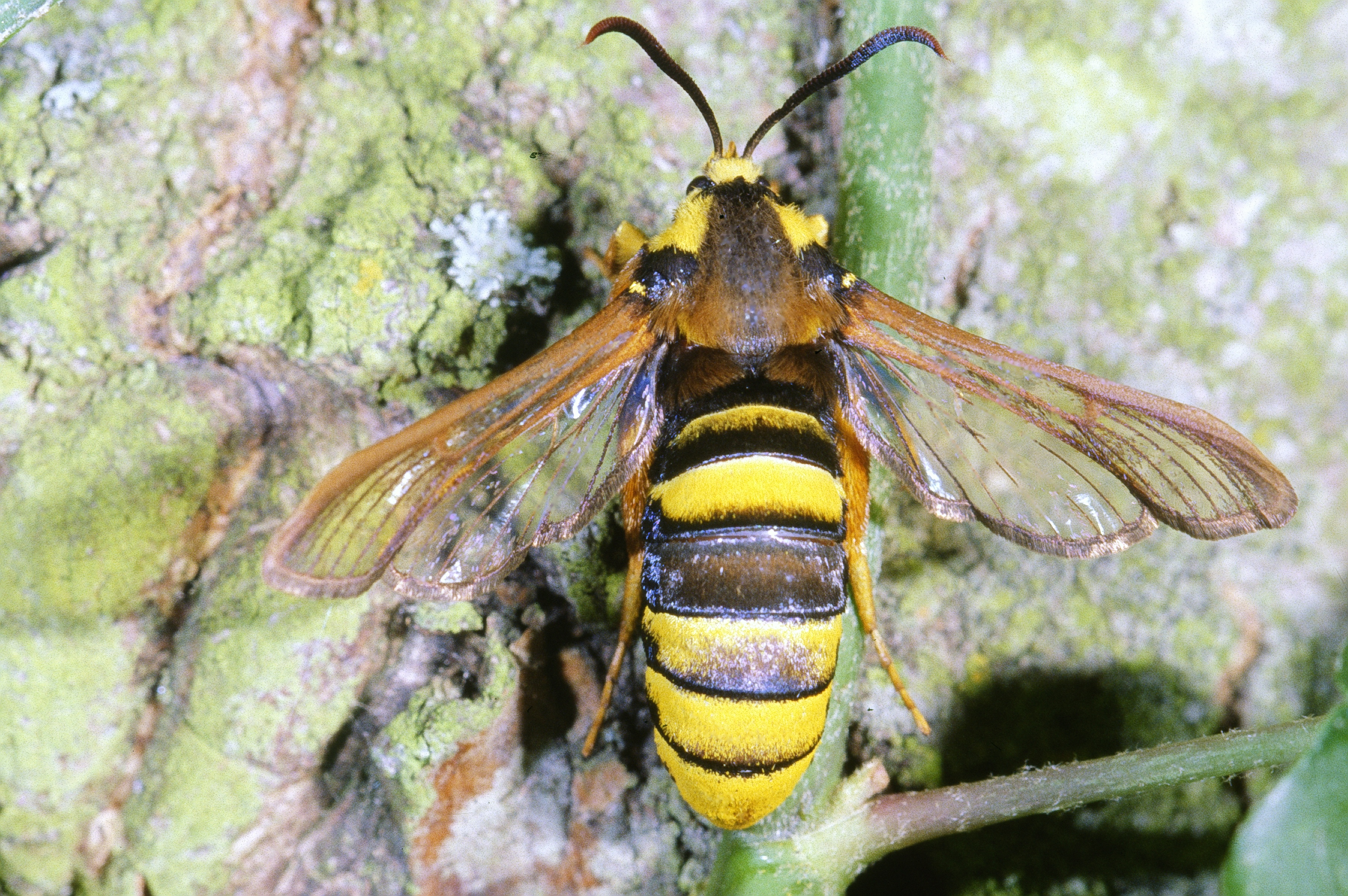
De hoornaarvlinder imiteert een wespentaille.